# Omoda E5
L'Omoda E5 est un crossover compact électrique produit à partir de 2024 par le constructeur automobile chinois Omoda, filiale du groupe chinois Chery .

## Caractéristiques techniques

### Motorisations
L'E5 est dotée d'un moteur électrique synchrone, placé sur l'essieu avant, d'une puissance de 150 kW (204 ch) et 340 N m de couple.